# Eftimie Luca
Eftimie Luca, pe numele de mirean Victor Luca, (n. 9 noiembrie 1914, Schitu, județul Neamț - d. 4 noiembrie 2014, Roman) a fost un arhiepiscop român, membru al Sfântului Sinod al Bisericii Ortodoxe Române.

## Viața și activitatea
În șirul neîntrerupt de ierarhi, vreme de peste șase secole de existență, cea mai lungă arhipăstorire a avut-o Înaltpreasfințitul Eftimie Luca, 42 de ani de arhierie la Roman, din care 36 ca eparhiot (titular). 
Urmează școala primară în satul natal (1921 - 1928), Școala de cântăreți bisericești la Iași (1930 -1933),
Seminarul Teologic monahal din mănăstirea Cernica (1934 - 1941). A fost tuns în monahism la Mănăstirea Ciolanu și hirotonit ierodiacon în 1941. În anul 1949 este licențiat în Teologie al Institutului Teologic din București.
La 1 aprilie 1949 i s-a încredințat stăreția Mănăstirii Bistrița-Neamț, funcție deținută până în 1966; între 1951 - 1960 îndeplinește și funcția de exarh al mănăstirilor din Eparhia Romanului și Hușilor.
În 1966 devine arhimandrit și stareț al Mănăstirii "Sf. Ioan cel Nou" de la Suceava. Se ocupă de lucrările de restaurare ale bisericii "Sf. Gheorghe", precum și ale altor clădiri din incintă (stăreție, chilii). 
La 30 ianuarie 1972 Sfântul Sinod al Bisericii Ortodoxe Române îl ridică în treapta de Arhiereu - Vicar al Eparhiei Romanului și Hușilor.
Din ziua de 23 aprilie 1978 (hramul Sf. Gheorghe) este ales Episcop titular al Eparhiei Romanului și Hușilor. Din 1994 (anul separării eparhiei Hușilor), rămâne Episcop titular al Eparhiei Romanului.
În zilele de 18-19 iunie 2009 Episcopia Romanului este ridicată la rangul de Arhiepiscopie cu titulatura nouă de Arhiepiscopia Romanului și Bacăului, episcopul Eftimie devenind Arhiepiscop. Episcopul Eftimie Luca a fost primul ierarh al eparhiei Romanului care începând din anul 1998 a apelat la arheologie în descifrarea unor necunoscute din istoria episcopiei pe care o conduce și a orașului în care se află catedrala episcopală.
În anul 2011, Consiliul Local al municipiului Roman îl declară Cetățean de onoare. 
A încetat din viață în data de 4 noiembrie 2014. În cei mai mult de 600 de ani de existență ai Arhiepiscopiei Romanului și Bacăului, Arhiepiscopul Eftimie are cea mai lungă arhierie (42 de ani).

## Distincții
A fost decorat în februarie 2004 cu Ordinul Meritul Cultural în grad de Mare Ofițer, Categoria G - „Cultele”, „în semn de apreciere deosebită pentru activitatea susținută în domeniul cultelor, pentru spiritul ecumenic și civic dovedit și pentru contribuția avută la întărirea legăturilor interconfesionale, de bună și pașnică conviețuire între toți oamenii”.

## Opere
- Semnificația unor momente și acțiuni privind cinstirea moaștelor Sfântului Mucenic Ioan cel Nou de la Suceava, în: BOR, an. XCI, 1973, nr. 1-2, p. 183-189.
- Probleme religios-morale în scrierile lui Dimitrie Cantemir, în: MMS, an. XLIX, 1973, nr. 9-10, p. 590-594.
- Clerici ortodocși din eparhia Romanului și Hușilor în Războiul din 1916-1918, în: BOR, an. XCVI, 1978, nr. 11-12, p. 1264 -1273.
- Referiri ale episcopului Melchisedec la unirea și unitatea românilor, în: MMS, an. LIV, 1978, nr. 9-12, p. 661-667.
- La o sută de ani de la alegerea și instalarea la Roman a episcopului Melchisedec Ștefănescu (1879-1979), în: MMS, an. XXIX, 1979, nr. 10-12, p. 729-745.
- Miron Costin și împrejurările în care orașul Roman a devenit legat de această mare personalitate a poporului român, în: MMS, an. LVII, 1981, nr. 4-6, p. 261 - 271.
- Episcopul Melchisedec Ștefănescu. Viața și înfăptuirile sale. Roman, 1982, 115 p.